# 426-й отдельный зенитный артиллерийский дивизион
426-й ОКЗАД — воинское подразделение Вооружённых сил СССР в Великой Отечественной войне.

## Предыстория
В начале 1941 года советским правительством было принято решение о формировании новых дополнительных частей и подразделений ПВО. Предполагалось в течение года сформировать более 20 новых зенитных артиллерийских полков, более 60 зенитных артиллерийских дивизионов, несколько прожекторных полков и других частей и подразделений.

## История
426-й отдельный зенитный артиллерийский дивизион был сформирован в конце лета 1941 года. Формировался в посёлках Кола и Нагорное, что в Мурманской области, на базе 33-го ОЗАД.
Указом Президиума Верховного Совета СССР от 19 апреля 1944 года 426-й дивизион был награждён орденом Красного Знамени.
1 января 1944 года 426-й ОЗАД вошёл в состав 1-го Корпуса ПВО (Мурманск) при его формировании. Корпус был сформирован 1 апреля 1944 года. Командиром корпуса был назначен генерал-майор И. Ф. Короленко.
426-й ОЗАД был награждён орденом Красного Знамени. Посему к названию прибавилось «Краснознамённый» ОКЗАД
Летом 1945 года был передислоцирован в Кёнигсберг (Калининград), на постоянное место службы. Присвоен номер воинской части «28471».

## Полное наименование
- 426-й отдельный Краснознамённый гвардейский зенитный артиллерийский дивизион

## Командный состав
Кадровый костяк образовали командиры 33-го ОЗАД, которые и заняли наиболее важные должности:
Командиры 426-го ОЗАД: лейтенант Тамразян, майор Похуденко Яков Фёдорович (с 11/02/42г. по 11/10/42г. — назначен комендантом г. Мончегорск), капитан Алтунин О. А., с осени 1944 г. майор Стаценко

Начальники штаба: лейтенант Кабанов (с конца 1944 г. — ст.л-т Ярополов Фёдор Васильевич)

Помощник начальника штаба: лейтенант М. М. Голев (досрочный выпуск Севастопольского училища зенитной артиллерии)

Старший политрук: Гариташвилли

Командиры батарей: лейтенанты Каспарьян Михаил Сергеевич, Галкин и Гоголев
Командиры орудий:
- сержант Майборода (войну закончил заместителем командира дивизиона)
- сержант Симиненко (войну закончил командиром батареи)
- младший л-т Акулич Давид Семёнович

Командир отделения ПУАЗО −2: сержант Баранов

Командир 3-й батареи МЗА: лейтенант Гоголев

Командир дальномерного отделения: сержант Вольский

Военный врач: Мирра Яковлевна Перльштейн (единственная женщина на момент формирования дивизиона)
Комсорги:
- 1-я батарея -
- 2-я батарея — Игнатова Текуса Ивановна (заместитель командира отделения)
- 3-я батарея МЗА -

шофёр службы обеспечения: Шарков

## Личный состав
- Осень 1941 года

Комплектуется личный состав дивизиона из призванных в армию по мобилизации. Большинство из Мурманска, Ленинграда, Архангельска и Вологды. В основном 1903—1915 годов рождения. Один боец — рядовой Маркарьян был 1895 года рождения.
- Лето 1943 года

По призыву ЦК ВЛКСМ «заменить мужчин в некоторых армейских частях» в войска ПВО стали прибывать девушки-добровольцы. Большинство комсомолки со средним и средне-техническим образованием, возраст двадцать-двадцать один год. Девушки прибыли в основном из Ленинграда, Вологды и Череповца, Коми АССР. Они заменили мужчин на приборах ПУАЗО, дальномерах. Стали разведчицами, связистками, пулеметчицами.

## Огневой состав
- две батареи среднего калибра
- батарею МЗА (малогабаритная зенитная артиллерия)
- зенитно-пулемётная рота
- прожекторная рота
- службы и подразделения боевого материально-технического обеспечения.

## Вооружение
- 1941 год

1-я батарея — 76-миллиметровые зенитные орудия образца 1931 года (по четыре в батарее) и ПУАЗО-1 (4 шт.)

2-я батарея — 76-миллиметровые зенитные орудия образца 1931 года (по четыре в батарее) и ПУАЗО-1 (4 шт.)

3-я батарея МЗА — 37-миллиметровые пушки (6 шт.) высоко-скорострельные (до 120 выстрелов в минуту) автоматические зенитные пушки, предназначенные для стрельбы по низко летящим самолётам

зенитно-пулемётная рота — счетверённые установки калибра 7,62 миллиметра.
- 1942 год

76-миллиметровые пушки были заменены большим, 85-миллиметровым калибром. Новые усовершенствованные приборы управления артиллерийско-зенитным огнём (ПУАЗО-2)
- 1943 год

первые радиолокационные установки (СОН)

## Дислокация
1941 год.
- КП (командный пункт) — посёлок Нагорное, Мурманская область

1-я батарея — огневые позиции в районе посёлка Мурмаши. Боевая задача: прикрытие аэродрома и Туломскую ГЭС.

2-я батарея — огневые позиции в районе посёлка Нагорное. Боевая задача: прикрытие Туломской ГЭС.

3-я батарея МЗА -огневые позиции на островке реки Туломы. Боевая задача: прикрытие аэродрома и Туломскую ГЭС (сентябрь 1941 г.) и 15-й причал Мурманского порта

```
справка: 
аэродром — 
истребительный полк
 – на начало войны базирование самолётов: И-153, И-16
Боевая задача - встречать вражескую авиацию на подходе к Мурманску
```

- 1943 год

Новая боевая задача — перебазироваться в город Мончегорск и прикрыть от ударов авиации противника комбинат «Североникель».
- 1944 год (лето)

Новая боевая задача — отбыть на Западный фронт, в распоряжение командующего 5-й ударной армии. (отмена по просьбе директора комбината Североникель)
- 1944 год (осень)

Новая боевая задача — передислокация на западный фронт в г. Варшава (Польша) отражение налётов вражеской авиации.

Новая боевая задача — занятие огневых позиций в районе г. Млава (Польша) отражение налётов вражеской авиации и ликвидация банд польских националистов.
- 1945 год (9 мая)

В г. Млава (Польша) дивизион встретил День Победы.

Через несколько месяцев, после Победы, была проведена первая демобилизация, состоявшая из девушек, специалистов народного хозяйства и мужчин старшего возраста. Остальные бойцы, вместе с командирами, были передислоцированы в Кёнигсберг (Калининград) и заступили на охрану неба города и крепости.

## 1-й корпус ПВО

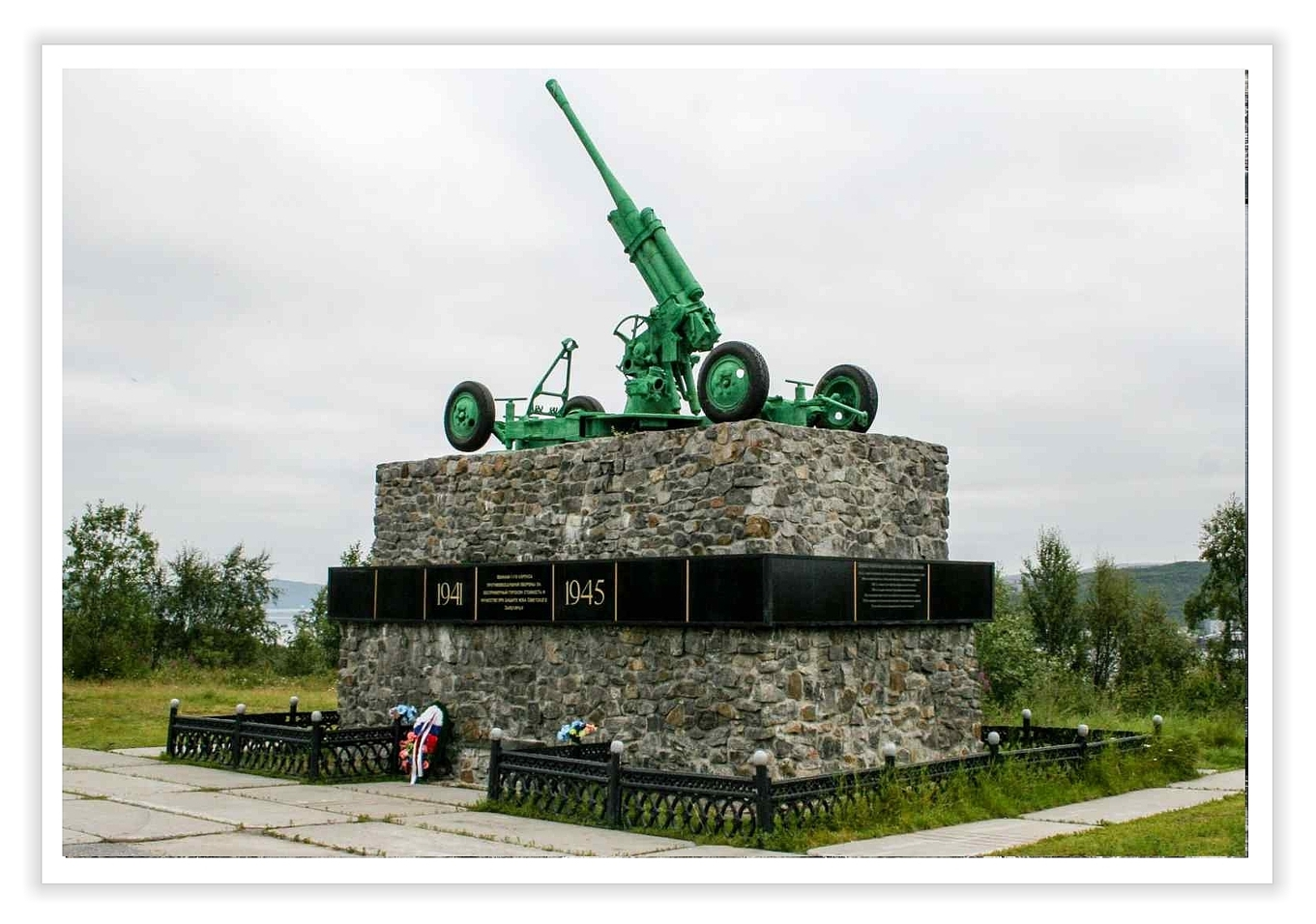
Абрам Мыс (г. Мурманск) «Мемориал воинам противовоздушной обороны» Памятник 1-го корпуса противовоздушной обороны.

1-й Корпус ПВО был сформирован в Мурманске 1 апреля 1944 года командир — генерал-майор И. Ф. Короленко. В его состав и вошёл 426-й ОКЗАД

Корпус расформирован в 1945 г.
Не путайте, пожалуйста:
```
1-й корпус ПВО
 (Москва) сформирован 11/01/38г. расформирован 27/12/41г.
1-й корпус ПВО (Москва) сформирован 01/10/52г.
```

Статистика по 1-му Корпусу ПВО
В боях с неприятелем защитники Кольского неба уничтожили 427 самолётов противника, из них:

лётчики — 196

зенитчики-артиллеристы, пулемётчики — 208

бойцы ВНОС — 19

## Список потерь дивизиона
1. кр-ц Павлов Михаил Петрович, 1907 г, пропал без вести в марте 1942 г.

2. л-т Комарский Борис Фёдорович, 1921 г, погиб 13.06.1942 г, похоронен в г. Кола

3. кр-ц Кирикова Татьяна Михайловна, 1921 г, погибла 25.04.1943 г, похоронена в г. Мончегорск

4. мл.с-т Яковлев Николай Яковлевич, 1913 г, погиб 25.04.1943 г, похоронен в г. Мончегорск

5. кр-ц Волошин Василий Григорьевич, 1926 г умер 22.03.1944 г в 1020 ЭГ, похоронен в г. Мончегорск

## Статистика
Зенитчики и лётчики ПВО, оборонявшие Заполярье, занимали в системе ПВО страны одно из первых мест по количеству отражённых налётов, числу сбитых вражеских самолётов и продолжительности ведения активных боевых действий (1240 дней и ночей)

По числу бомб, сброшенных фашистской авиацией на каждый квадратный метр площади, Мурманск уступал только Сталинграду.

За годы войны на каждого мурманчанина пришлось по 30 килограммов взрывчатки и по семь «зажигалок».